# Тополь шершавоплодный
Тополь шершавоплодный, или Тополь китайский шершавоплодный, или Тополь китайский, или Китайский тополь, или Тополь шерстистоплодный, или Тополь крупнолистный китайский (лат. Populus lasiocarpa) — вид однодомных лиственных деревьев из рода Тополь семейства Ивовые (Salicaceae), произрастающий а Китае, относится к крупнолистным тополям, с очень большими листьями — до 30 см в длину и 15 см в ширину.
Один из немногих тополей с мужскими и женскими сережками на одном дереве.

## Распространение
Происходит из горных лесов Южного и Центрального Китая, где встречается на высотах от 1300 до 3500 метров над уровнем моря.
Произрастает на горных склонах и в прибрежных лесах. 
На территории Китая естественным образом встречается в Гуйчжоу, Хубэй, Шэньси, Сычуань, Юньнань.

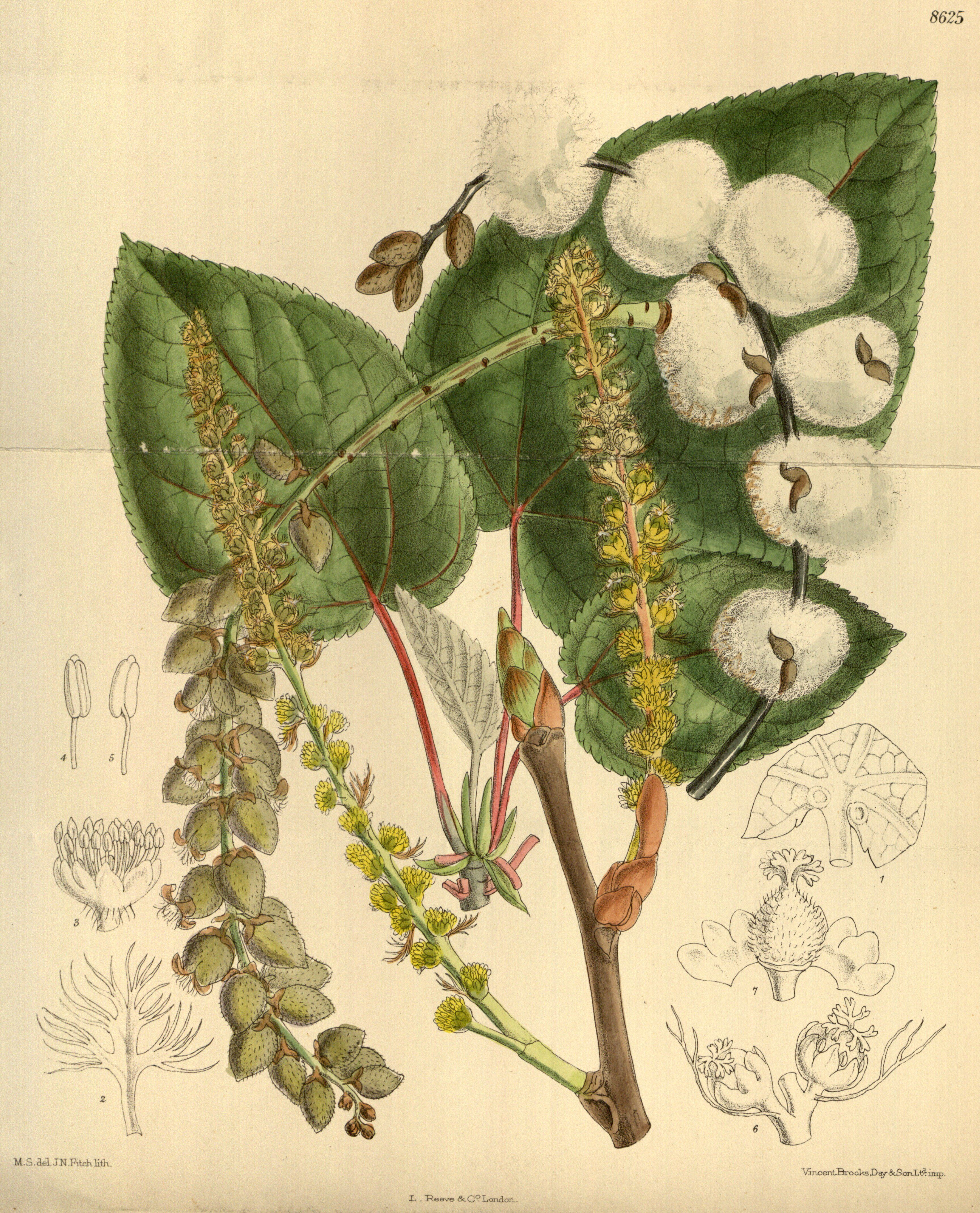
Ботаническая иллюстрация из Curtis's Botanical Magazine, London., vol. 141 [= ser. 4, vol. 11]: Tab. 8625

## Ботаническое описание
Листопадное дерево достигающее 18—25 метров в высоту, с бороздчатой корой тёмно-серого цвета. Побеги мощные и ребристые, сперва густо-шерстистые, затем становятся голыми и слабо ребристыми.
Почки яйцевидно-конические, крупные, слегка липкие, нижняя чешуйка войлочно-опушённая.
Листья очень крупные, яйцевидные, размерами 15—30 × 10—15 см, сверху ярко-зелёные с красными жилками, снизу — светло-зелёные.  Черешки красные, волосистые, длина черешков составляет половину от длины листовой пластинки.
Мужские серёжки 9—12 см длиной, волосистые, прицветники красновато-коричневые, гладкие, на вершине продолговатые. У мужского цветка 30—40 тычинок. 
Женская серёжка 15-24 см длиной, волосистая. Плоды яйцевидные коробочки, 1—1,7 см длиной, войлочно-опушённые, 3-створчатые. 
Семена продолговатые, длиной 3—3,5 мм. 
Цветение апрель-май, плоды созревают в мае-июне.

## В культуре
Дерево формирует короткий ствол с широкой открытой яйцевидной кроной.
Летом листва ярко-зелёная с ярко выраженными ярко-красными прожилками и черешками, осенью становятся золотисто-жёлтыми. 
Из-за листвы дерево весьма декоративно, в культуре небольшое по размеру, вырастает до 14 метров в высоту, крона достигает 12 метров в ширину, растёт значительно медленнее других тополей.
Дерево служит прекрасным дополнение для парков, зелёных зон или больших садов. 
Тополь шершавоплодный — лесное дерево, поэтому саженцы размещают в защищенных местах. 
Предпочитает влажную и неслишком богатую питательными веществами почву. 
С трудом размножается черенками, поэтому обычно прививается на Тополь черный.

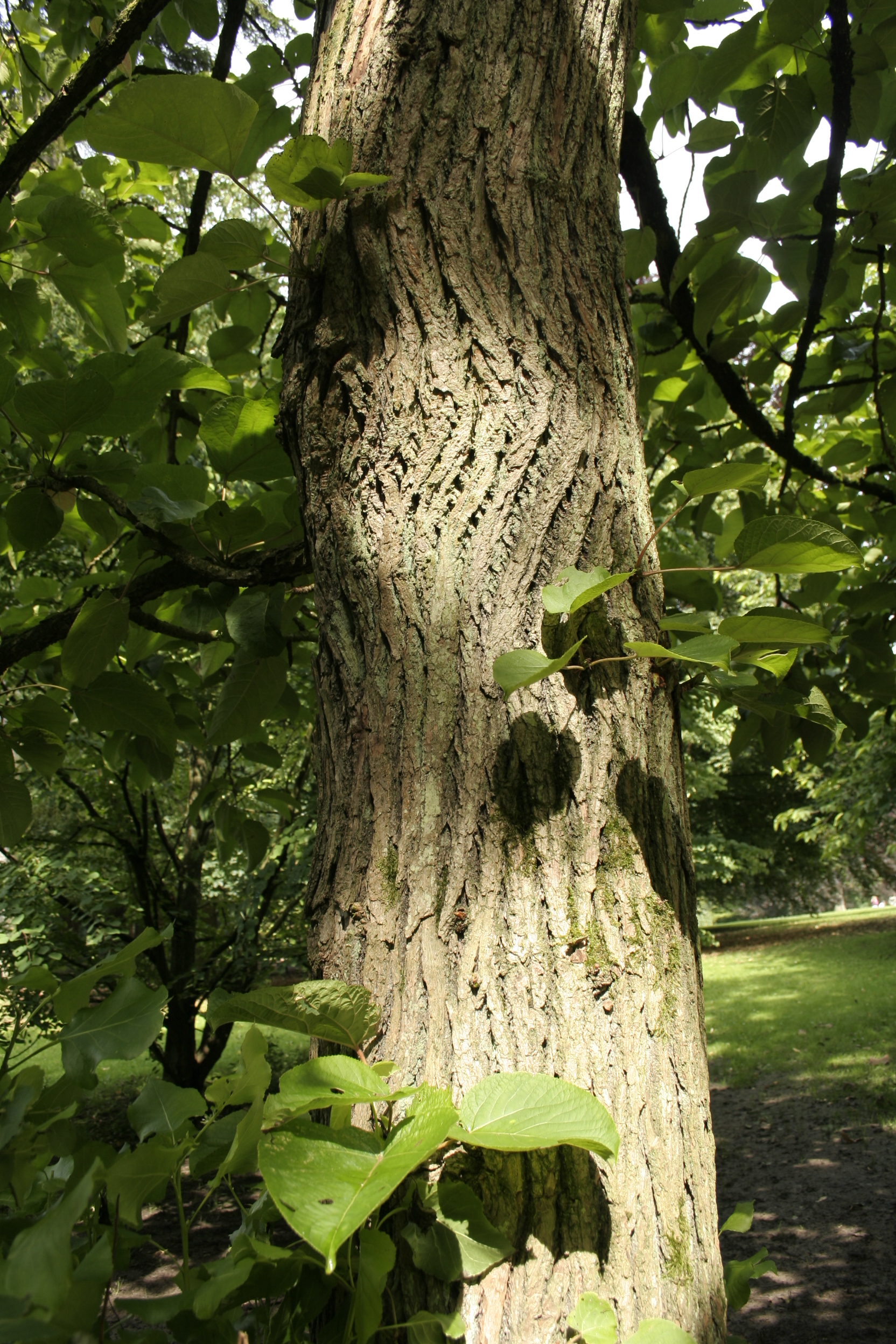
Кора на стволе
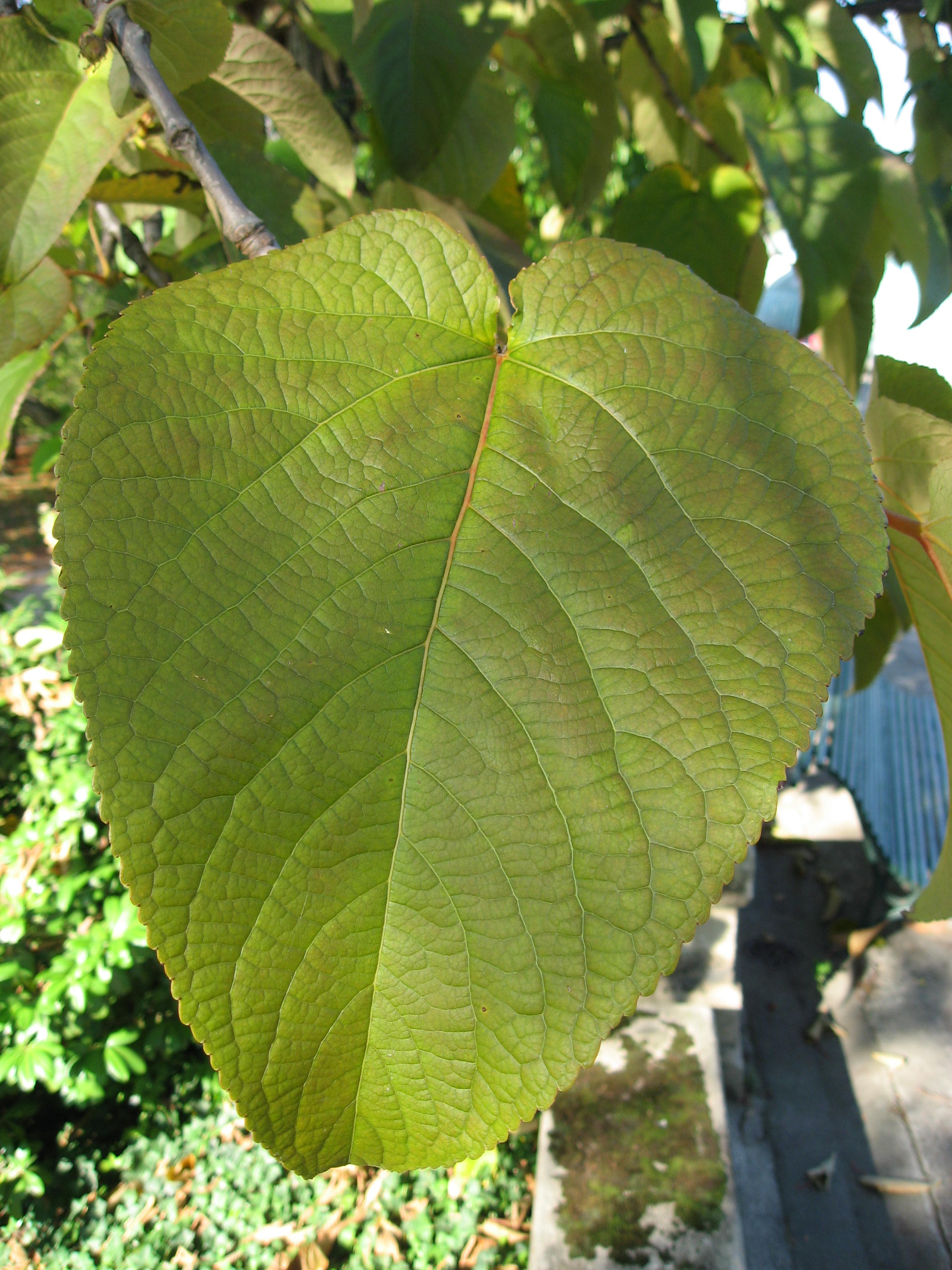
Лист
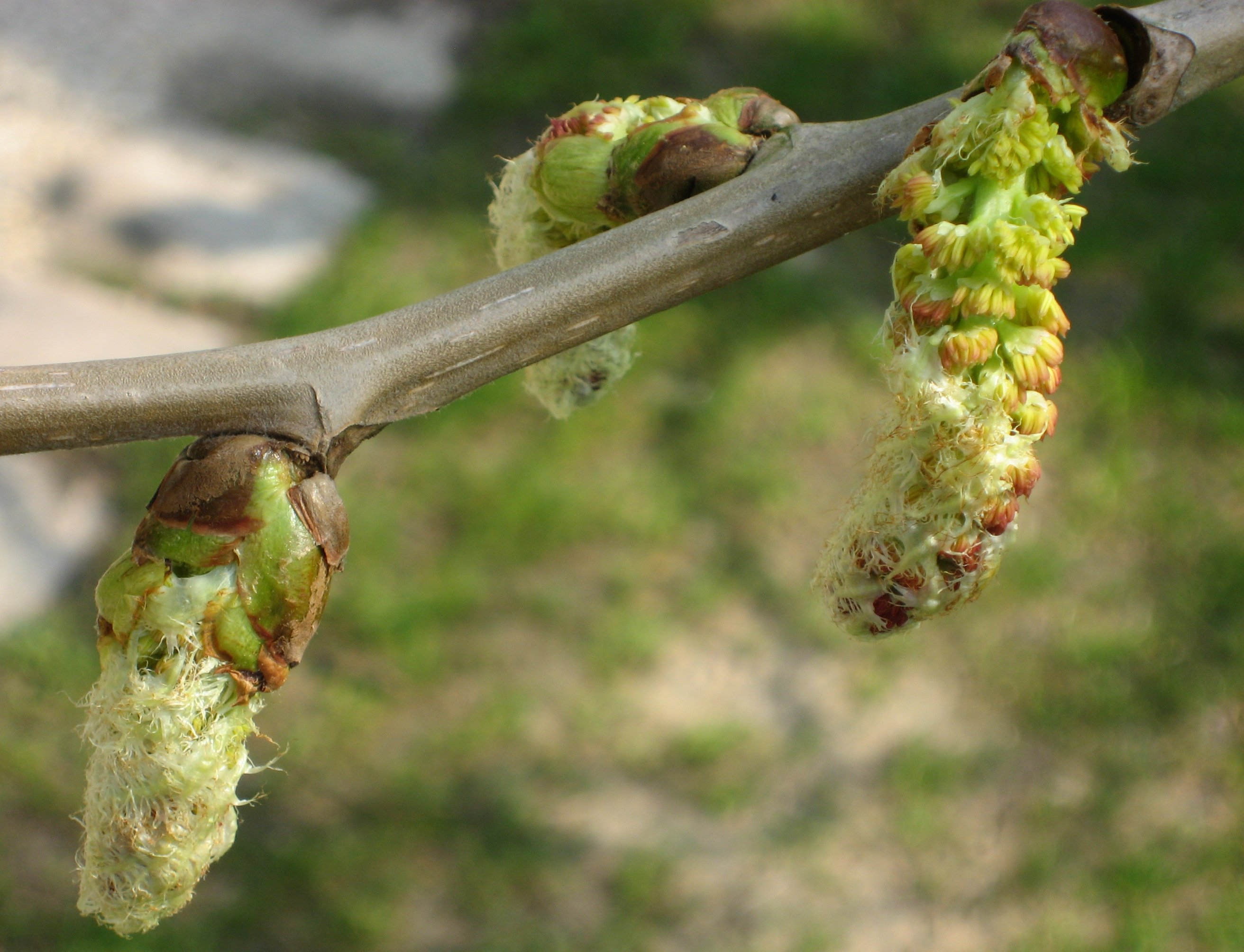
Сережки

## Таксономия
Populus lasiocarpa Oliv., Hooker's Icones Plantarum 20(2): pl. 1943 (1890)
Растение впервые попало в поле зрения ботаников в 1888 году, англо-ирландский дендролог Августин Генри собрал в Центральном Китае первые образы. Два года спустя новый вид описал Дэниел Оливер.
Видовой эпитет lasiocarpa означает «с шерстяными плодами», что описывает белый пух на плодах.
Вид близко родственен с другим китайским тополем — Populus wilsonii.
Внутривидовая систематика нестабильна, некоторые источники выделяют ряд разновидностей, другие относят их к синонимам. 
- Populus lasiocarpa var. longiamenta P.I.Mao & P.X.He, Bull. Bot. Res., Harbin 6(2): 79 (1986)
- Populus lasiocarpa var. psiloclada N.Chao & J.Liu, J. Wuhan Bot. Res. 9: 233 (1991)
- Populus lasiocarpa var. yiliangensis N.Chao & J.Liu, J. Wuhan Bot. Res. 9: 233 (1991)